# Montaña Quemada
Montaña Quemada (Verbrande berg) is een vulkaan in het centrum van het Canarische eiland La Palma. Alhoewel de vulkaan aan de voet van de Cumbre Nueva ligt, wordt hij nog tot de zuidelijker gelegen vulkaanketen Cumbre Vieja gerekend.
De sintelkegel is 1362 m hoog. De krater is gedeeltelijk ingestort.

## Vulkanische activiteit
De laatste uitbarstingen van de vulkaan dateren van 1470 en 1492, en zijn de eerste die de Spanjaarden na de landing in 1404 te verduren kregen. De eruptie creëerde een groot veld van vulkanische as, lapilli en vulkanische bommen ten noorden van de vulkaan, de Llano del Jable.

## Beklimming
De vulkaan is bereikbaar vanaf de weg van El Paso naar de Refugio del Pilar.